# Niklas Castro
Niklas Fernando Nygård Castro (Oslo, Noruega, 8 de enero de 1996) es un futbolista chileno-noruego que juega como delantero en el SK Brann de la Eliteserien de Noruega.

## Trayectoria
Hijo de padre chileno y madre noruega, Castro comenzó su carrera jugando como juvenil en el Manglerud Star. En 2016 fue ascendido al primer equipo del Vålerenga. Hizo su debut en la primera división noruega en abril de 2016 en contra del Stabaæk.
El 15 de junio de 2018, Castro firmó con el Aalesunds FK para la temporada 2019. Su contrato se extiende hasta 2021.

## Selección nacional
El 3 de octubre de 2019, fue invitado por Reinaldo Rueda para entrenar con la selección chilena de cara a los amistosos que se jugaron en Alicante en contra de Colombia y de Guinea. Para estos encuentros Castro no se encontraba habilitado para jugar por la roja, pues a esa fecha no poseía aún la nacionalidad chilena.
El 6 de noviembre de 2020 fue incluido en la nómina dada a conocer por la ANFP para disputar los partidos eliminatorios frente a Perú y Venezuela. El 13 de noviembre debutó ante la selección peruana tras reemplazar al minuto 83 a Mauricio Isla.

#### Participaciones en Clasificatorias a Copas del Mundo
| Eliminatorias              | País  | Resultado | Posición | Partidos | Goles |
| -------------------------- | ----- | --------- | -------- | -------- | ----- |
| Eliminatorias a Catar 2022 | Catar | Eliminado | 7°       | 1        | 0     |

### Partidos internacionales
Actualizado hasta el 9 de febrero de 2022.
| Partidos internacionales | Partidos internacionales | Partidos internacionales                                  | Partidos internacionales | Partidos internacionales | Partidos internacionales | Partidos internacionales | Partidos internacionales | Partidos internacionales | Partidos internacionales     |
| N.º                      | Fecha                    | Estadio                                                   | Local                    | Resultado                | Visitante                | Goles                    | Asistencias              | DT                       | Competición                  |
| ------------------------ | ------------------------ | --------------------------------------------------------- | ------------------------ | ------------------------ | ------------------------ | ------------------------ | ------------------------ | ------------------------ | ---------------------------- |
| 1                        | 13 de noviembre de 2020  | Estadio Nacional Julio Martínez Prádanos, Santiago, Chile | Chile                    | 2-0                      | Perú                     |                          |                          | Reinaldo Rueda           | Clasificatorias a Catar 2022 |
| Total                    | Total                    | Total                                                     | Presencias               | 1                        | Goles                    | 0                        |                          |                          |                              |

| Selección chilena | Selección chilena | Selección chilena |
| Año               | Partidos          | Goles             |
| ----------------- | ----------------- | ----------------- |
| 2020              | 1                 | 0                 |
| Total             | 1                 | 0                 |

## Estadísticas

### Clubes
Actualizado al último partido jugado el 27 de abril de 2025.
| Club                        | Div.          | Temporada     | Liga  | Liga  | Liga   | Copas | Copas | Copas  | Internacional | Internacional | Internacional | Total | Total | Total  | Media goleadora |
| Club                        | Div.          | Temporada     | Part. | Goles | Asist. | Part. | Goles | Asist. | Part.         | Goles         | Asist.        | Part. | Goles | Asist. | Media goleadora |
| --------------------------- | ------------- | ------------- | ----- | ----- | ------ | ----- | ----- | ------ | ------------- | ------------- | ------------- | ----- | ----- | ------ | --------------- |
| Vålerenga Fotball · Noruega | 1.a           | 2016          | 9     | 0     | 1      | 4     | 1     | 3      | —             | —             | —             | 13    | 1     | 4      | 0.08            |
| Kongsvinger IL · Noruega    | 2.a           | 2017          | 25    | 12    | 8      | 3     | 3     | 0      | Inaccesibles  | Inaccesibles  | Inaccesibles  | 28    | 15    | 8      | 0.54            |
| Kongsvinger IL · Noruega    | 2.a           | 2018          | 28    | 11    | 13     | 2     | 2     | 1      | Inaccesibles  | Inaccesibles  | Inaccesibles  | 30    | 13    | 14     | 0.43            |
| Kongsvinger IL · Noruega    | Total club    | Total club    | 53    | 23    | 21     | 5     | 5     | 1      | 0             | 0             | 0             | 58    | 28    | 22     | 0.48            |
| Aalesunds F. K. · Noruega   | 2.a           | 2019          | 24    | 17    | 11     | 3     | 3     | 0      | Inaccesibles  | Inaccesibles  | Inaccesibles  | 27    | 20    | 11     | 0.74            |
| Aalesunds F. K. · Noruega   | 1.a           | 2020          | 24    | 4     | 7      | —     | —     | —      | —             | —             | —             | 24    | 4     | 7      | 0.17            |
| Aalesunds F. K. · Noruega   | 2.a           | 2021          | 25    | 7     | 4      | 3     | 0     | 2      | Inaccesibles  | Inaccesibles  | Inaccesibles  | 28    | 7     | 6      | 0.25            |
| Aalesunds F. K. · Noruega   | Total club    | Total club    | 73    | 28    | 22     | 6     | 3     | 2      | 0             | 0             | 0             | 79    | 31    | 24     | 0.39            |
| SK Brann · Noruega          | 2.a           | 2022          | 29    | 11    | 12     | 2     | 2     | 1      | Inaccesibles  | Inaccesibles  | Inaccesibles  | 31    | 13    | 13     | 0.42            |
| SK Brann · Noruega          | 1.a           | 2023          | 20    | 7     | 1      | 4     | 1     | 1      | 4             | 1             | 2             | 28    | 9     | 4      | 0.32            |
| SK Brann · Noruega          | 1.a           | 2024          | 29    | 9     | 8      | 3     | 2     | 0      | 6             | 0             | 4             | 38    | 11    | 12     | 0.29            |
| SK Brann · Noruega          | 1.a           | 2025          | 5     | 3     | 1      | —     | —     | —      | —             | —             | —             | 5     | 3     | 1      | 0.6             |
| SK Brann · Noruega          | Total club    | Total club    | 83    | 30    | 22     | 9     | 5     | 2      | 10            | 1             | 6             | 102   | 36    | 30     | 0.35            |
| Total carrera               | Total carrera | Total carrera | 218   | 81    | 66     | 24    | 14    | 8      | 10            | 1             | 6             | 252   | 96    | 80     | 0.38            |
| 1. 2. 3.                    |               |               |       |       |        |       |       |        |               |               |               |       |       |        |                 |

### Selección nacional
| Selección chilena | Selección chilena | Selección chilena |
| Año               | Partidos          | Goles             |
| ----------------- | ----------------- | ----------------- |
| 2020              | 1                 | 0                 |
| Total             | 1                 | 0                 |

### Tripletes
| 1 | 25 de abril de 2017      | Løten stadion, Løten            | Løten FK - Kongsvinger IL    | 3 | 0:4 | Copa de Noruega 2017 Primera ronda          |
| 2 | 7 de agosto de 2018      | Gjemselund Stadion, Kongsvinger | Kongsvinger IL - Sandnes Ulf | 3 | 6:0 | Primera División de Noruega 2018 Jornada 18 |
| 3 | 28 de agosto de 2019     | Color Line Stadion, Ålesund     | Aalesunds FK - HamKam        | 3 | 5:2 | Primera División de Noruega 2019 Jornada 19 |
| 4 | 15 de septiembre de 2021 | Color Line Stadion, Ålesund     | Aalesunds FK - Grorud IL     | 3 | 6:2 | Primera División de Noruega 2021 Jornada 18 |

## Palmarés

### Títulos nacionales
| Título          | Club            | País    | Año     |
| --------------- | --------------- | ------- | ------- |
| OBOS-ligaen     | Aalesunds F. K. | Noruega | 2019    |
| OBOS-ligaen     | SK Brann        | Noruega | 2022    |
| Copa de Noruega | SK Brann        | Noruega | 2022-23 |